# Abdurrahim Dursun
Abdurrahim Dursun (* 1. Dezember 1998 in Bayburt) ist ein türkischer Fußballspieler.

## Karriere

### Verein
Dursun begann mit dem Vereinsfußball in der Nachwuchsabteilung von Bayburt Özel İdarespor und spielte nachfolgend für die Jugendmannschaften von 1461 Trabzon und Trabzonspor.
Im März 2013 erhielt er von Trabzonspor einen Profivertrag und wurde im Sommer an den Viertligisten Kırklarelispor ausgeliehen. In der Wintertransferperiode 2018/19 wurde er dann an den Viertligisten 1461 Trabzon, den Zweitverein von Trabzonspor, ausgeliehen.

### Nationalmannschaft
2018 wurde Dursun für das Turnier von Toulon für den Kader der Türkischen U-20-Nationalmannschaft nominiert und absolvierte im Turnierverlauf vier Begegnungen. Mit seiner Mannschaft wurde er Turnierdritter.

## Erfolge
Mit der türkischen U-20-Nationalmannschaft
- Dritter im  Turnier von Toulon: 2018